# François-Xavier de Donnea
François Xavier Gustave Marie Joseph Corneille Hubert ridder de Donnea de Hamoir (Edegem, 29 april 1941) is een Belgisch voormalig politicus voor de MR.

## Levensloop

### Studies en academische carrière
François-Xavier de Donnea stamt uit een oud adellijk geslacht dat zijn wortels vindt in het 17e-eeuwse Luik. Hij werd in 1963 licentiaat in de toegepaste economische wetenschappen en in 1968 licentiaat in de economische wetenschappen aan de Université catholique de Louvain, behaalde in 1965 een Master of Business Education aan de Universiteit van Californië - Berkeley in de Verenigde Staten en promoveerde in 1971 tot doctor in de economische wetenschappen aan de Nederlandse Economische Hogeschool (de voorloper van de Erasmus Universiteit Rotterdam) in Nederland. Tijdens zijn studies was hij lid van het Olivaint Genootschap van België.
Na zijn studies ging hij werken bij de UCL. Van 1967 tot 1971 was hij er assistent, vervolgens van 1971 tot 1977 docent, van 1980 tot 1981 hoogleraar economie en publiek beleid en van 1982 tot 1997 buitengewoon hoogleraar. Tevens was hij van 1971 tot 1981 verantwoordelijke van het Centrum voor Onderzoek in Publiek Beleid van het Instituut voor Administratie en Beheer van de UCL. Tegelijkertijd werkte hij deeltijds als docent aan de Facultés universitaires catholiques de Mons (1971-1982) en als hoogleraar aan de School voor Militaire Administrateurs (1980-1981).

### Politiek
De Donnea begon zijn politieke loopbaan als kabinetschef van staatssecretaris van Economische Zaken Etienne Knoops, een functie die hij van 1974 tot 1976 uitoefende. Nadat Knoops in 1976 minister van Buitenlandse Handel werd, werkte hij van 1976 tot 1977 op diens kabinet als adjunct-kabinetschef. Daarna was hij van 1977 tot 1979 bestuurder van de Belgische Dienst van Buitenlandse Handel en namens de Belgische staat van 1979 tot 1981 bestuurder van het staalbedrijf Hainaut-Sambre, van 1979 tot 1981 van dwarsbalkproducent Laminoirs du Ruau en in 1981 van staalproducten Cockerill-Sambre. Eveneens was hij van 1974 tot 1977 lid van de adviesraad van de Regie der Belgische Rijkskoel- en vriesdiensten (Refribel) en van 1975 tot 1981 bestuurder van het Studiecentrum voor Kernenergie. Voorts was De Donnea van 1982 tot 1983 vicevoorzitter van het ORI, de regionale dienst voor informatica, en tezelfdertijd bestuurder van Distrigas, alsook van 1988 tot 2018 bestuurder van het Egmontinstituut voor Internationale Betrekkingen.
In 1981 werd hij voor de PRL gecoöpteerd in de Senaat, een functie die hij tot 1985 uitoefende. Hij werd lid van de commissies Economische Aangelegenheden, Onderwijs en Wetenschap en Financiën en was van januari tot juni 1983 voorzitter van de commissie Financiën. Daarna zetelde hij van 1985 tot 1989 voor het arrondissement Brussel in de Kamer van volksvertegenwoordigers, waar hij vanaf 1988 in de commissies Landsverdediging en Financiën zetelde. In dezelfde periode was hij eveneens staatssecretaris van Ontwikkelingssamenwerking in de regering-Martens V (juni 1983 - november 1985) en minister van Landsverdediging en het Brussels Gewest in de regeringen-Martens VI en -VII (november 1985 - mei 1988). Daarnaast was hij van 1982 tot 1983 ook secretaris-generaal van de PRL en van 1994 tot 2000 voorzitter van de Brusselse PRL-federatie.
In 1989 werd de Donnea verkozen tot lid van het Europees Parlement, waar hij bleef zetelen tot in 1991. Daar werd hij penningmeester van de Liberale en Democratische Fractie en lid van de commissie Economische en Monetaire Zaken en Industriebeleid. Vervolgens zetelde hij van 1991 tot 1995 als rechtstreeks gekozen senator voor het arrondissement Brussel opnieuw in de Senaat en was hij er eveneens PRL-fractievoorzitter en lid van de commissies Landsverdediging en Buitenlandse Betrekkingen. Daarna was hij van 1995 tot 2014 opnieuw lid van de Kamer, met een onderbreking in de periode 2000-2003, toen hij minister-president van het Brussels Hoofdstedelijk Gewest was. In de Kamer was hij voorzitter van de commissie Buitenlandse Betrekkingen (1995-1998 en 2010-2014) en de commissie Financiën en Begroting (2003-2010). Van 1998 tot 1999 en van 2007 tot 2010 was hij gewoon lid van de commissie Buitenlandse Betrekkingen en van 1999 tot 2000 lid van de commissie Binnenlandse Zaken. Ook was hij van 1999 tot 2000 en van 2003 tot 2014 afgevaardigde in de Parlementaire Vergadering van de Organisatie voor Veiligheid en Samenwerking in Europa en van 2003 tot 2014 afgevaardigde in de Interparlementaire Unie.
Bovendien was hij van 1983 tot 2006 gemeenteraadslid van Brussel, waar hij van 1995 tot 2000 burgemeester was. In deze functie voltrok hij op 4 december 1999 het burgerlijk huwelijk tussen prins Filip, Hertog van Brabant en jonkvrouw Mathilde d'Udekem d'Acoz. Dit gebeurde in het stadhuis en niet zoals vroeger in het Koninklijk Paleis. Hij leidde deze ceremonie in de drie landstalen. Van 1995 tot 1997 was hij voorzitter van de lokale Brusselse televisiezender Télé Bruxelles en van 1995 tot 2000 van de Gewestelijke en Intercommunale Politieschool van het Brussels Hoofdstedelijk Gewest.
Op 17 juli 2008 werd hij samen met Karl-Heinz Lambertz (PS) en Raymond Langendries (cdH) door koning Albert II aangesteld als bemiddelaar om tegen 31 juli 2008 uit te maken in welke mate en onder welke voorwaarden de communautaire dialoog tussen de gemeenschappen het best wordt gevoerd.

### Privésector
Van 1991 tot 1996 was de Donnea bestuurder van de Nederlandse multinational AkzoNobel.
Van 1992 tot 2000 was hij bestuurder van het Gemeentekrediet (later Dexia Bank België), waarvan hij van 1996 tot 1999 vicevoorzitter was en van 1999 tot 2000 lid van het strategisch comité. Van 1996 tot 2000 was hij ook bestuurder van de Gemeentelijke Holding, een grote aandeelhouder van Dexia.
In 2008 werd de Donnea een trustee van de Virunga Foundation, van 2009 tot 2018 was hij voorzitter van de Sahel en West Africa Club van de Organisatie voor Economische Samenwerking en Ontwikkeling, sinds 2016 is hij voorzitter van het African Parks Congo Board en in 2018-2019 was hij namens de Belgische regering bemiddelaar in het Congo Basin Forests Partneship. Hij was ook bestuurder van WildlifeDirect.
Van 2016 tot 2017 was hij lid van de Federale Deontologische Commissie.
In 2017 volgde De Donnea Étienne Davignon als voorzitter van het Egmontinstituut .
In oktober 2018 volgde hij Magda Aelvoet als voorzitter van de Federale Raad voor Duurzame Ontwikkeling op. Patrick Dupriez volgde hem in juli 2023 op.
Hij was vanaf 2016 ook voorzitter van de verzekeraar Integrale, een dochteronderneming van Nethys. In 2020 nam hij ontslag uit deze functie. Van 2009 tot 2020 was hij ook bestuurder van pensioenfonds Ogeo Fund, eveneens zoals Nethys een dochteronderneming van Tecteo (later Publifin en Enodia).

## Onderscheidingen
- Minister van staat, 1998
- België Grootkruis in de Orde van Leopold II, KB 5 juni 2007
- België Grootofficier in de Leopoldsorde
- Burgerkruis 1ste klasse
- Frankrijk Grootkruis "erelegioen"
- Ridder- Grootkruis in de Orde van Verdienste, Italië
- SWEGrootkruis in de Orde van de Poolster door de koning van Zweden
- DENGrootkruis in de Orde van de Dannebrog door de koningin van Denemarken
- NORGrootkruis in de Orde van Verdienste door de koning van Noorwegen
- Grootkruis in de Orde van Simon Bolivar
- GERGrootkruis in de Orde van Verdienste, Duitsland
- LUX Grootkruis in de Orde van de Eikenkroon, door de groothertog van Luxemburg
- Frankrijk Grootkruis in de Orde van Verdienste, Frankrijk
- Spanje Grootkruis in de Orde van Isabella de Katholieke door de koning van Spanje
- Grootkruis in de Orde "du Leopard"
- Ridder in de Orde van St-Stanislas